# Brodet
Brodet (brudet, brujet) jelo je od morske ribe. Najčešće se priprema od ugora, grdobine i škarpine, a najbolji je brodet od miješane ribe. 

## Priprema
U plićoj i široj posudi najprije se na maslinovom ulju popirja nasjeckani luk i kad počne mijenjati boju na njega se položi riba i kratko poprži na jednoj strani. Potom se dodaju začini: sol, papar, nasjeckano peršinovo lišće, češnjak, rajčice i malo octa (brašno se može dodati ako se želi gušći umak). Prelije se vodom tek toliko da se prekrije riba i stavi zakuhati. Potom se nepoklopljeno kuha na vrlo umjerenoj vatri duže vrijeme, bez miješanja (posuda se samo povremeno protrese). Tijekom kuhanja može se dodati nekoliko lovorovih listova.
Brodet se uobičajeno poslužuje s palentom.

## Neretvanski brudet
Neretvanski je brudet (lokalno: brujet) posebnost Neretvanske doline i njezine okolice. Priprema se od jegulja, žaba i cipala na isti način kao i brodet od krupne morske ribe. Od začina se još dodaje ljuta crvena neretvanska paprika. 
Umijeće pripreme neretvanskog brujeta od 5. srpnja 2022. nalazi se na popisu zaštićenih nematerijalnih dobara RH.
U Opuzenu se svake godine održava tradicijska Neretvanska brudetijada.